# Districte de L'Esparra
El Districte de Lesparre-Médoc és un districte francès del departament de la Gironda, a la regió de la Nova Aquitània. Està format per 5 cantons i 51 municipis. El cap del districte és L'Esparra de Medoc.

## Cantons
- cantó de Castèthnau dau Medòc (incorporat l'u de maig de 2006)
- cantó de L'Esparra
- cantó de Paulhac
- cantó de Sent Laurenç dau Medòc
- cantó de Sent Vivian dau Medòc